# White (Familienname)
White ist ein englischer, schottischer und irischer Familienname.

## Herkunft und Bedeutung
Der Nachname White ist einer der ältesten Nachnamen in Großbritannien und wird zuerst in altangelsächsischen Chroniken vom 9. Jahrhundert erwähnt. Der Nachname White kommt vom mittelenglischen Wort whit und bedeutet ‚hell‘. In altangelsächsischen Zeiten wurde der Nachname oft benutzt für jemanden mit besonders hellem Haar. Der Nachname kann auch von einem persönlichen Namen stammen. Im Altenglischen ist der Name Hwit ein persönlicher Name. Er kann auch eine Familie beschreiben, die nah an einem Fluss lebt. Das altenglische Wort wiht beschreibt die Mündung eines Flusses. Alwin Witt ist das urkundlich frühsterwähnte Beispiel des Nachnamens white in Großbritannien, und es wird im sogenannten Doomsday Book of Hampshire vom Jahre 1086 erwähnt, das unter der Herrschaft William I. (1066–1087) als eine Art Volkszählung aufgeschrieben worden ist. Weitere frühere Erwähnungen des Nachnamens sind Sir John White, der zu Zeiten König Edwards II. (1307–1327) in der Schlacht von Boroughbridge in Yorkshire (1322) mitgekämpft hat.
In England ist der Nachname White der am sechzehnt meist vorhandene Nachname.

## Namensträger

### A
- A. Arnim White (1889–1981), US-amerikanischer Generalmajor
- Adrian N. Sherwin-White (1911–1993), englischer Historiker
- Aaron White (* 1992), US-amerikanischer Basketballspieler
- Adam White (Zoologe) (1817–1879), britischer Zoologe
- Adam White (Footballspieler) (* 1976), australischer Australian-Football-Spieler und Filmemacher
- Adam White (Musiker), britischer DJ und Musikproduzent
- Adam White (Volleyballspieler) (* 1989), australischer Volleyballspieler
- Adam Lazarre-White (* 1969), US-amerikanischer Schauspieler
- Addison White (1824–1909), US-amerikanischer Politiker
- Aidy White (* 1991), irischer Fußballspieler
- Al White (Schauspieler) (Allen White; * 1942), US-amerikanischer Schauspieler
- Alain Campbell White (1880–1951), US-amerikanischer Schachkomponist
- Alan White (Schauspieler) (1924–2013), australischer Schauspieler
- Alan White (Schriftsteller) (* 1924), britischer Schriftsteller und Journalist
- Alan White (Schlagzeuger, 1949) (1949–2022), britischer Schlagzeuger (Yes)
- Alan White (Schlagzeuger, 1972) (* 1972), britischer Schlagzeuger (Oasis)
- Alan White (Fußballspieler) (* 1976), englischer Fußballspieler
- Alan White (Ökonom)
- Alan White (Offizier), Britischer Offizier
- Albert White (Radsportler) (1890–1965), englischer Radsportler
- Albert White (Wasserspringer) (1895–1982), US-amerikanischer Basketballspieler und Wasserspringer
- Albert White (Bluesmusiker) (* 1942), US-amerikanischer Bluesgitarrist
- Albert B. White (1856–1941), US-amerikanischer Politiker
- Albert Smith White (1803–1864), US-amerikanischer Politiker
- Alex White (Politiker) (* 1953), irischer Politiker
- Alex White (Badminton) (Alexander White; * 1961), schottischer Badmintonspieler
- Alex Hyde-White (* 1959), britischer Schauspieler
- Alexander White (Politiker, 1738) (1738–1804), US-amerikanischer Politiker (Virginia)
- Alexander White (Politiker, 1816) (1816–1893), US-amerikanischer Jurist und Politiker (Alabama)
- Alexander White (* 1961), schottischer Badmintonspieler, siehe Alex White (Badminton)
- Alexander Colwell White (1833–1906), US-amerikanischer Politiker
- Alice White (1904–1983), US-amerikanische Schauspielerin
- Alison White (* 1956), britische anglikanische Theologin
- Alissa White-Gluz (* 1985), kanadische Sängerin und Songwriterin
- Allison White (1816–1886), US-amerikanischer Politiker
- Alma Bridwell White (1862–1946), US-amerikanische Gründerin und Bischöfin der Pillar-of-Fire-Kirche
- Alvin White (1918–2006), US-amerikanischer Testpilot
- Amos White (1889–1980), US-amerikanischer Jazzmusiker
- Amy White (* 1968), US-amerikanische Schwimmerin
- Andrew White (1579–1656), englischer Missionar
- Andrew White (Musiker) (Andrew Nathaniel White III; 1942–2020), US-amerikanischer Musiker, Musikwissenschaftler und Musikproduzent
- Andrew White (Eishockeyspieler) (* 1983), australischer Eishockeyspieler
- Andrew Dickson White (1832–1918), US-amerikanischer Diplomat, Schriftsteller und Pädagoge
- Andrew White III (Basketballspieler) (* 1993), US-amerikanischer Basketballspieler
- Andy White (Schlagzeuger) (1930–2015), britischer Schlagzeuger
- Andy White (Drehbuchautor), US-amerikanischer Drehbuchautor und Produzent
- Andy White (Sänger) (* 1962), nordirischer Singer-Songwriter
- Andy White (Skeletonpilot), kanadischer Skeletonpilot
- Angela White (* 1985), australische Pornodarstellerin und Pornofilm-Regisseurin
- Anne White (* 1961), US-amerikanische Tennisspielerin
- Anthony White (* 1954), US-amerikanischer Wrestler, Bodybuilder und Powerlifter, siehe Tony Atlas
- Anthony Raymond White (* 1954), kanadischer Eishockeyspieler, siehe Tony White (Eishockeyspieler)
- Antonia White (1899–1980), britische Autorin
- Armani White (* 1996), US-amerikanischer Rapper
- Arthur White (1881–1924), US-amerikanischer Schauspieler
- Arthur H. White (1924–2014), US-amerikanischer Unternehmer
- Artie „Blues Boy“ White (1937–2013), US-amerikanischer Soul- und Blues-Sänger

### B
- Barclay White (1821–1906), US-amerikanischer Historiker und Genealoge
- Barney White-Spunner (* 1957), britischer Generalleutnant
- Barry White (1944–2003), US-amerikanischer Musiker
- Bartow White (1776–1862), US-amerikanischer Politiker
- Belle White (1894–1972), britische Wasserspringerin
- Ben White (Rugbyspieler, 1983), australischer Rugbyspieler
- Ben White (Fußballspieler) (* 1997), englischer Fußballspieler
- Ben White (Cricketspieler) (* 1998), irischer Cricketspieler
- Ben White (Rugbyspieler, 1998), schottischer Rugbyspieler
- Benjamin White (Politiker) (1790–1860), US-amerikanischer Politiker
- Benjamin Franklin White (1833–1920), US-amerikanischer Politiker
- Bernard White (* 1959), US-amerikanischer Schauspieler und Filmproduzent
- Betty White (1922–2021), US-amerikanische Schauspielerin
- Bill White (Eishockeyspieler) (William Earl White; 1939–2017), kanadischer Eishockeyspieler
- Bill White (Politiker) (William Howard White; * 1954), US-amerikanischer Politiker, Bürgermeister von Houston
- Bill White (Bobfahrer) (William Harrison White, III; * 1959), US-amerikanischer Bobfahrer
- Billy White (1936–2000), englischer Fußballspieler
- Bob White (Fußballspieler) (Robert Nelson White; 1901–1977), englischer Fußballspieler
- Bob White (Eishockeyspieler) (Robert Charles White; * 1935), kanadischer Eishockeyspieler
- Bob White (Cricketspieler) (Robert Arthur White; * 1936), englischer Cricketspieler
- Bouck White (1874–1951), US-amerikanischer Geistlicher und sozialistischer Aktivist
- Brenda White (* 1966), US-amerikanische Skilangläuferin
- Brent White, US-amerikanischer Filmeditor
- Brian White (Cartoonist) (1902–1984), britischer Cartoonist
- Brian White (Politiker, 1951) (* 1951), kanadischer Politiker (Progressive Conservative Party)
- Brian White (Politiker, 1957) (* 1957), britischer Politiker (Labour Party)
- Brian White (Musiker), britischer Jazzmusiker
- Brian White (Eishockeyspieler) (* 1976), US-amerikanischer Eishockeyspieler
- Brian White (Footballspieler) (* 1984), US-amerikanischer American-Football-Spieler
- Brian White (Fußballspieler) (* 1996), US-amerikanischer Fußballspieler
- Brian H. White (* 1944), englischer Badmintonspieler
- Brian J. White (* 1975), US-amerikanischer American-Football-Spieler und Schauspieler
- Brudenell White (1876–1940), australischer General
- Bryan White (* 1974), US-amerikanischer Countrysänger
- Bukka White (1906–1977), US-amerikanischer Bluesmusiker
- Byron White (1917–2002), US-amerikanischer Footballspieler und Jurist

### C
- Cameron White (* 1977), australischer Squashspieler
- Campbell P. White (1787–1859), US-amerikanischer Politiker
- Carla White (1951–2007), US-amerikanische Jazz-Sängerin
- Carol Hagemann-White (* 1942), US-amerikanisch-deutsche Soziologin
- Cecil F. White (1900–1992), US-amerikanischer Politiker
- Cedric Masey White (1898–1993), britischer Physiker
- Charles White (Mediziner) (1728–1813), britischer Chirurg und Geburtshelfer
- Charles White (Künstler) (1918–1979), US-amerikanischer Maler und Grafiker
- Charles White (Footballspieler) (1958–2023), US-amerikanischer American-Football-Spieler
- Charles A. White (Politiker, 1828) (1828–1898), US-amerikanischer Politiker (Maine)
- Charles A. White (Politiker, 1881) (Charles Andrew White; 1881–1925), US-amerikanischer Gewerkschafter und Politiker (Illinois)
- Charles Abiathar White (1826–1910), US-amerikanischer Geologe und Paläontologe
- Charles Brook Dupont-White (1807–1878), französischer Volkswirt und Publizist
- Charles Daniel White (1879–1955), US-amerikanischer Geistlicher, Bischof von Spokane
- Charles Frederick White (1863–1923), britischer Politiker
- Charles Frederick White junior (1891–1956), britischer Politiker
- Charles Gilbert White (1880–1966), neuseeländischer Politiker
- Charles H. White (1883–1971), US-amerikanischer Generalmajor
- Charles M. N. White (1914–1978), britischer Ornithologe
- Charles P. White (* 1970), US-amerikanischer Politiker
- Charles William White (1838–1890), britischer Politiker
- Charlie White (* 1987), US-amerikanischer Eiskunstläufer
- Chilton A. White (1826–1900), US-amerikanischer Politiker
- Chip White (1946–2020), US-amerikanischer Jazz-Schlagzeuger

- Chris White (Bassist, 1936) (1936–2014), US-amerikanischer Jazzbassist
- Chris White (Bassist, 1943) (* 1943), britischer Rockbassist
- Chris White (Saxophonist) (* 1955), britischer Saxophonist
- Chris White (Cellist), US-amerikanischer Cellist
- Chris White (Singer-Songwriter), kanadischer Singer-Songwriter
- Chris White (Schiedsrichter) (* 1967), englischer Rugby-Union-Schiedsrichter
- Chris White (Produzent), US-amerikanischer Produzent von Gospel-Musik und Komponist
- Chris White (Filmschaffender), US-amerikanischer Filmproduzent, Schauspieler und Drehbuchautor
- Chris White (Bogenschütze) (* 1979), britischer Bogenschütze
- Chris White (Footballspieler) (* 1989), US-amerikanischer Footballspieler
- Chrissie White (1895–1989), britische Schauspielerin
- Christian White, australischer Schriftsteller und Drehbuchautor
- Christine White (1926–2013), US-amerikanische Schauspielerin
- Christopher White (* 1960), neuseeländischer Ruderer
- Clarence White (1944–1973), US-amerikanischer Bluegrass-Gitarrist
- Clarence Cameron White (1880–1960), US-amerikanischer Komponist
- Clarence Hudson White (1871–1925), US-amerikanischer Fotograf
- Coby White (* 2000), US-amerikanischer Basketballspieler
- Colin White (Historiker) (1951–2008), britischer Historiker und Kurator
- Colin White (Rennfahrer) (* 1956), britischer Automobilrennfahrer
- Colin White (Eishockeyspieler, 1977) (* 1977), kanadischer Eishockeyspieler
- Colin White (Eishockeyspieler, 1997) (* 1997), US-amerikanischer Eishockeyspieler
- Compton I. White (1877–1956), US-amerikanischer Politiker
- Compton I. White junior (1920–1998), US-amerikanischer Politiker
- Curtis White (* 1995), US-amerikanischer Radrennfahrer
- Cyril Tenison White (1890–1950), australischer Botaniker

### D
- D. J. White (Basketballspieler) (* 1986), US-amerikanischer Basketballspieler
- D. J. White (Footballspieler) (* 1993), US-amerikanischer American-Football-Spieler
- Dagmar White (* 1926), tschechische Sängerin und Musikpädagogin
- Dana White (* 1969), US-amerikanischer Manager
- Daniel White (Schauspieler) (* 1964), deutsch-US-amerikanischer Schauspieler
- Daniel J. White (1912–1997), französischer Komponist
- Daniel Price White (1814–1890), US-amerikanischer Politiker
- Danny White (* 1952), US-amerikanischer American-Football-Spieler
- Darren White (* 1989), englisch-neuseeländischer Fußballspieler
- David White (Politiker) (1785–1834), US-amerikanischer Politiker
- David White (Paläontologe) (1862–1935), US-amerikanischer Paläontologe und Geologe
- David White (Schauspieler) (1916–1990), US-amerikanischer Schauspieler
- David White (Leichtathlet) (* 1929), australischer Mittelstreckenläufer
- David White (Fußballtrainer) (1933–2013), schottischer Fußballtrainer
- David White (Genealoge) (* 1961), englischer Heraldiker und Genealoge
- David White (Maskenbildner) (* 1963), US-amerikanischer Maskenbildner
- David White (Fußballspieler) (* 1967), englischer Fußballspieler
- David White (Tontechniker), australischer Tontechniker
- David A. R. White (* 1970), US-amerikanischer Schauspieler, Drehbuchautor und Produzent
- David C. White (1929–2006), US-amerikanischer Mikrobiologe
- David Gordon White (* 1953), US-amerikanischer Religionswissenschaftler und Hochschullehrer
- Davin White (* 1981), US-amerikanischer Basketballspieler
- Deacon White (1847–1939), US-amerikanischer Baseballspieler
- Deborah Frances-White (* 1967), australisch-britische Komikerin, Autorin und Drehbuchautorin
- Debra White Plume (1954–2020), US-amerikanische Lakota, Aktivistin und Wasserschützerin
- Dennis White (1948–2019), englischer Fußballspieler
- Densign White (* 1961), britischer Judoka
- Derek White (Dartspieler), englischer Dartspieler
- Derek White (Rugbyspieler) (* 1958), schottischer Rugby-Union-Spieler
- Derek White (Rennfahrer) (* 1970), kanadischer Automobilrennfahrer
- Derek White (Schriftsteller), US-amerikanischer Schriftsteller, visueller Poet und Verleger
- Derrick White (* 1994), US-amerikanischer Basketballspieler
- Devin White (* 1998), US-amerikanischer American-Football-Spieler
- De’voreaux White (* 1965), US-amerikanischer Schauspieler
- „Dick“ White (1906–1993), britischer Geheimdienstdirektor, siehe Richard Goldsmith White
- Dick White (Fußballspieler) (1931–2002), englischer Fußballspieler
- Donald White (1926–2007), englischer Rugby-Union-Spieler
- Donald E. White (1914–2002), US-amerikanischer Geologe
- Doogie White (* 1960), schottischer Rocksänger
- Dudley A. White (1901–1957), US-amerikanischer Politiker
- Duncan White (1918–1998), Leichtathlet aus Sri Lanka

### E
- Edmund White (1940–2025), US-amerikanischer Schriftsteller
- Eduardo White (1963–2014), mosambikanischer Schriftsteller und Dichter
- Edgar White (1929–2014), US-amerikanischer Segler
- Edward White (Komponist) (Edward George White; 1910–1994), englischer Komponist
- Edward White (1930–1967), US-amerikanischer Astronaut
- Edward Brickell White (1806–1882), US-amerikanischer Architekt
- Edward Douglass White senior (1795–1847), US-amerikanischer Politiker
- Edward Douglass White junior (1845–1921), US-amerikanischer Politiker
- Edwin White (1817–1877), US-amerikanischer Maler
- Eirene White, Baroness White (1909–1999), britische Journalistin und Politikerin (Labour Party)
- Elizabeth Coleman White (1871–1954), US-amerikanische Pflanzenzüchterin
- Ellen White (Aktivistin) (Kwulasulwut; * um 1922), kanadische Bildungsaktivistin, Autorin und Schamanin
- Ellen White (Fußballspielerin) (* 1989), englische Fußballspielerin
- Ellen Emerson White (Pseudonyme Zack Emerson und Nicholas Edwards; * 1961), US-amerikanische Schriftstellerin
- Ellen Gould Harmon White (1827–1915), Mitbegründerin und Prophetin der Siebenten-Tags-Adventisten
- Ellie White (* 1984), rumänische Pop-Sängerin, Tänzerin und Model
- Elwyn Brooks White (E. B. White; 1899–1985), US-amerikanischer Schriftsteller
- Emma White (Turnerin) (* 1990), britische Kunstturnerin
- Emma White (Radsportlerin) (* 1997), US-amerikanische Radsportlerin
- Eric Wyndham White (1913–1980), britischer Diplomat, Generaldirektor des GATT
- Ernest White (1901–1980), kanadischer Organist und Orgelbauer, Chorleiter und Musikpädagoge
- Ethel Lina White (1876–1944), britische Autorin

### F
- Faye White (* 1978), englische Fußballspielerin
- Francis White (Bischof) (um 1564–1638), Geistlicher der Church of England, Bischof von Norwich
- Francis White (Politiker) († 1826), US-amerikanischer Politiker (Virginia)
- Francis White (Diplomat) (1892–1961), US-amerikanischer Diplomat
- Francis Buchanan White (1842–1894), schottischer Botaniker und Insektenkundler
- Francis S. White (Francis Shelley White; 1847–1922), US-amerikanischer Politiker (Alabama)
- Frank White (Politiker, 1856) (1856–1940), US-amerikanischer Politiker (North Dakota)
- Frank White (Botaniker) (1927–1994), US-amerikanischer Botaniker
- Frank White (Politiker, 1939) (* 1939), britischer Politiker, Bürgermeister von Bolton
- Frank White (Baseballspieler) (* 1950), US-amerikanischer Baseballspieler
- Frank White (1972–1997), US-amerikanischer Rapper, siehe The Notorious B.I.G.
- Frank White (Politiker, 1978) (* 1978), US-amerikanischer Politiker (Florida)
- Frank White (* 1982), deutscher Rapper, siehe Fler
- Frank D. White (1933–2003), US-amerikanischer Politiker
- Fred White (Fußballspieler, 1880) (1880–nach 1909), englischer Fußballspieler
- Fred White (Fußballspieler, 1916) (1916–2007), englischer Fußballspieler
- Fred White (Musiker) (1955–2023), US-amerikanischer Schlagzeuger
- Frederick Edward White (1844–1920), US-amerikanischer Politiker
- Frederick Manson White (1863–1952), US-amerikanischer Architekt
- Fuzz White (1916–2003), US-amerikanischer Baseballspieler

### G
- Gabrielle White (* 1990), englische Badmintonspielerin
- Gary  White (Archäologe) (* 1956), britischer Archäologe
- Gary White (Baseballspieler) (* 1967), australischer Baseballspieler
- Gary White (Fußballtrainer) (* 1974), englisch-US-amerikanischer Fußballspieler und -trainer
- Gary White (Leichtathlet) (* 1985), britischer Leichtathlet
- Gentry White, US-amerikanischer Schauspieler und Model
- George White (Politiker, 1840) (1840–1912), britischer Politiker
- George White (Unternehmer) (1854–1916), britischer Geschäftsmann
- George White (Politiker, 1872) (1872–1953), US-amerikanischer Politiker (Ohio)
- George White (Politiker, 1905) (1905–1986), australischer Politiker
- George White (Filmeditor) (1911–1998), US-amerikanischer Filmeditor
- George White (Footballtrainer) (1936–1996), US-amerikanischer American-Football-Trainer
- George E. White (1848–1935), US-amerikanischer Politiker (Illinois)
- George Henry White (1852–1918), US-amerikanischer Politiker (North Carolina)
- George Stanley White (1897–1977), kanadischer Politiker
- George Stuart White (1835–1912), britischer Feldmarschall
- Georgia White (1903–1980), US-amerikanische Bluessängerin
- Gilbert White (1720–1793), britischer Vogelkundler
- Gilbert F. White (1911–2006), US-amerikanischer Geograph
- Gillian White (* 1939), britisch-schweizerische Bildhauerin
- Glodean White (* 1946), US-amerikanische R&B-Sängerin
- Gordon White, Baron White of Hull (1923–1995), britischer Politiker
- Grace Miller White (1868–1957), amerikanische Jugendbuchschriftstellerin
- Graham White (Politiker) (1880–1965), britischer Politiker
- Graham White (Politikwissenschaftler) (* 1948), kanadischer Politikwissenschaftler
- Graham White (Schwimmer) (* 1951), australischer Schwimmer
- Guillermo White (1844–1926), argentinischer Ingenieur

### H
- Halbert White (1950–2012), US-amerikanischer Wirtschaftswissenschaftler
- Hallard White (1929–2016), neuseeländischer Rugby-Union-Spieler
- Harold White (Cricketspieler) (1876–1965), englischer Cricketspieler
- Harold White (Politiker) (1883–1971), australischer Politiker
- Harold White (Footballspieler) (vor 1913–nach 1916), US-amerikanischer Footballspieler
- Harold White (Filmeditor) (1923–1979), US-amerikanischer Filmeditor
- Harold White (Schlagzeuger) (1938–2019), US-amerikanischer Jazzmusiker
- Harrison White (1930–2024), US-amerikanischer Soziologe
- Harry White (Politiker) (1834–1920), US-amerikanischer Politiker
- Harry White (Posaunist) (1898–1962), US-amerikanischer Jazzposaunist
- Harry White (Fußballspieler, 1901) (Harold Barns White; 1901–1983), englischer Fußballspieler und -trainer
- Harry White (Fußballspieler, 1904) (Harold White; 1904–1926), englischer Fußballspieler
- Harry White (Musikwissenschaftler) (* 1958), irischer Musikwissenschaftler
- Harry White (Saxophonist) (* 1967), US-amerikanischer Saxophonist
- Harry Dexter White (1892–1948), US-amerikanischer Wirtschaftswissenschaftler und Politiker
- Harvey White (* 2001), englischer Fußballspieler
- Harvey D. White (* 1947), neuseeländischer Kardiologe
- Hayden White (1928–2018), US-amerikanischer Historiker und Literaturwissenschaftler
- Hays B. White (1855–1930), US-amerikanischer Politiker
- Heather White, britische Klassische Philologin
- Helen Magill White (1853–1944), US-amerikanische Pädagogin
- Helene Maynard White, US-amerikanische Bildhauerin und Malerin
- Henry White (Diplomat) (1850–1927), US-amerikanischer Diplomat
- Henry Graham White (1880–1965), britischer Politiker
- Henry Kirke White (1785–1806), englischer Lyriker
- Henry S. White (* 1956), US-amerikanischer Chemiker
- Henry Seely White (1861–1943), US-amerikanischer Mathematiker
- Horace White (1865–1943), US-amerikanischer Politiker
- Howard D. White (* 1936), US-amerikanischer Bibliotheks- und Informationswissenschaftler
- Hugh White (Politiker) (1798–1870), US-amerikanischer Politiker (New York)
- Hugh White, Pseudonym von Hugo Blanco Galiasso (* 1937), argentinischer Schauspieler
- Hugh L. White (Hugh Lawson White; 1881–1965), US-amerikanischer Politiker (Mississippi)
- Hugh Lawson White (1773–1840), US-amerikanischer Politiker (Tennessee)
- Hugo White († 2014), britischer Admiral und Diplomat
- Hy White (1915–2011), US-amerikanischer Jazzgitarrist

### I
- Ian White (Fußballspieler) (* 1935), schottischer Fußballspieler
- Ian White (Politiker) (* 1945), britischer Politiker
- Ian White (Dartspieler) (* 1970), englischer Dartspieler
- Ian White (Künstler) (1971–2013), englischer Künstler, Kurator und Autor
- Ian White (Eishockeyspieler) (* 1984), kanadischer Eishockeyspieler
- Ike White (1945–2018), US-amerikanischer Musiker und Komponist
- Isaac D. White (1901–1990), US-amerikanischer General (U.S. Army)
- Israel Charles White (1848–1927), US-amerikanischer Geologe

### J
- Jack White (Golfspieler) (1873–1949), schottischer Golfspieler
- Jack White (Offizier) (1879–1946), irischer Gewerkschafter und Offizier
- Jack White (Filmproduzent) (1897–1984), US-amerikanischer Filmproduzent
- Jack White (Musikproduzent) (* 1940; bürgerlich Horst Nußbaum), deutscher Fußballspieler und Musikproduzent
- Jack White (Journalist) (1942–2005), US-amerikanischer Journalist
- Jack White (Musiker) (* 1975), US-amerikanischer Musiker
- Jack White (Basketballspieler) (* 1997), australischer Basketballspieler
- Jackson White (* 1996), US-amerikanischer Schauspieler
- Jacqueline White (* 1922), US-amerikanische Schauspielerin
- Jake White (* 1963), südafrikanischer Rugby-Union-Trainer
- Jaleel White (* 1976), US-amerikanischer Schauspieler
- James White (General) (1747–1821), US-amerikanischer General und Gründer von Knoxville, Tennessee
- James White (Politiker) (1749–1809), US-amerikanischer Politiker
- James White (Schriftsteller, 1759) (1759–1799), irischer Autor und Übersetzer
- James White (Politiker, 1792) (1792–1870), US-amerikanischer Anwalt und Politiker
- James White (Politiker, 1820) (1820–1890), australischer Politiker
- James While (Viehzüchter) (1828–1890), australischer Viehzüchter und Rennpferdbesitzer
- James White (Schriftsteller, 1928) (1928–1999), irischer Science-Fiction-Autor
- James White (Künstler) (* 1967), britischer Künstler
- James White (Basketballspieler) (* 1982), US-amerikanischer Basketballspieler
- James White (Footballspieler) (* 1992), US-amerikanischer American-Football-Spieler
- James Bain White (1835–1897), US-amerikanischer Politiker
- James Bamford White (1842–1931), US-amerikanischer Politiker
- James Boyd White (* 1938), US-amerikanischer Rechtsprofessor, Literaturkritiker, Gelehrter und Philosoph
- James Clarke White (Mediziner, 1833) (1833–1916), US-amerikanischer Dermatologe
- James Clarke White (Mediziner, 1895) (1895–1981), US-amerikanischer Neurochirurg
- James L. White (Dichter) (1936–1981), US-amerikanischer Dichter
- James L. White (Ingenieurwissenschaftler) (James Lindsay White; 1938–2009), US-amerikanischer Ingenieurwissenschaftler
- James L. White (Drehbuchautor) (James Llewellyn White; 1947–2015), US-amerikanischer Drehbuchautor
- James Larkin White (1882–1946), US-amerikanischer Cowboy und Höhlenforscher
- James Melville White (* 1940), US-amerikanischer Geistlicher, siehe Mel White
- James Springer White (1821–1881), US-amerikanischer Mitbegründer der Siebenten-Tags-Adventisten
- James T. White (* 1985), kanadischer Unternehmer und Autor
- Jason White (Schauspieler) (* 1948), britischer Schauspieler und Stuntman
- Jason White (Musiker) (* 1973), US-amerikanischer Musiker
- Jason White (Rugbyspieler) (* 1978), schottischer Rugbyspieler
- Jason White (Rennfahrer) (* 1979), US-amerikanischer Rennfahrer
- Jason White (Fußballspieler) (* 1971), englischer Fußballspieler und -trainer
- Jason White (Footballspieler) (* 1980), US-amerikanischer Footballspieler
- Jazmine White (* 1993), kanadische Volleyballspielerin
- Jeff White, Spezialeffektkünstler
- Jefferson White (* 1989), US-amerikanischer Schauspieler
- Jeordie White (* 1971), US-amerikanischer Bassist
- Jeremy Allen White (* 1991), US-amerikanischer Schauspieler
- Jerome Charles White, bekannt als Jero (* 1981), US-amerikanischer Sänger
- Jerry White (* 1949), britischer Historiker
- Jesse White (Schauspieler) (1917–1997), US-amerikanischer Schauspieler
- Jesse White (Footballspieler) (* 1988), australischer Australian-Football-Spieler
- Jim White (Trompeter) (1931–2018), US-amerikanischer Jazzmusiker
- Jim White (Sänger) (* 1957), US-amerikanischer Singer-Songwriter
- Jim White (Schlagzeuger) (* 1962), australischer Schlagzeuger
- Jimmy White (* 1962), englischer Snookerspieler
- Jo Jo White (1946–2018), US-amerikanischer Basketballspieler
- Jock White (1897–1986), schottischer Fußballspieler
- Joel White (* 1962), evangelikaler Neutestamentler und Autor
- John White (Kolonist) (um 1540–um 1593), englischer Kolonist und Gouverneur auf Roanoke Island
- John White (Pastor) (1575–1648), englischer Pastor
- John White (Gouverneur) († 1692), Gouverneur von Jamaika
- John White (Mediziner, um 1756) (1756/1757–1832), britischer Chirurg und Naturforscher
- John White (Politiker) (1802–1845), US-amerikanischer Politiker
- John White (Ethnograph) (1826–1891), neuseeländischer Ethnograph
- John White (Rennfahrer) (1910–nach 1945), britischer Motorradrennfahrer
- John White (Ruderer) (1916–1997), US-amerikanischer Ruderer
- John White (Mediziner, 1924) (1924–2002), britisch-kanadischer Psychiater und Geistlicher
- John White (Komponist) (* 1936), britischer Musiker und Komponist
- John White (Fußballspieler, 1937) (1937–1964), schottischer Fußballspieler
- John White (Biologe), US-amerikanischer Biologe und Hochschullehrer
- John White (Basketballspieler) (* 1966), US-amerikanischer Basketballspieler
- John White (Snookerspieler), kanadischer Snookerspieler
- John White (Squashspieler) (* 1973), schottischer Squashspieler
- John White (Schauspieler) (* 1981), kanadischer Schauspieler
- John White (Fußballspieler, 1986) (* 1986), englischer Fußballspieler
- John Baker White (1902–1988), britischer politischer Aktivist
- John Campbell White (1884–1967), US-amerikanischer Diplomat
- John D. White (1849–1920), US-amerikanischer Politiker
- John Williams White (1849–1917), US-amerikanischer Klassischer Philologe
- Jon White (* 1935), australischer Rugby-Union-Spieler
- Jonathan White (* 1935), australischer Rugby-Union-Spieler
- José White Lafitte (1836–1918), kubanischer Geiger und Komponist
- José Maria Blanco White (1775–1841), spanisch-irischer Schriftsteller
- Joseph White (Kameramann) (* 1978), US-amerikanischer Kameramann
- Joseph White (Squashspieler) (* 1997), australischer Squashspieler
- Joseph L. White († 1861), US-amerikanischer Politiker
- Joseph M. White (1781–1839), US-amerikanischer Politiker
- Joseph W. White (1822–1892), US-amerikanischer Politiker
- Josh White (1914/15–1969), US-amerikanischer Musiker
- Josh White, Jr. (1940–2024), US-amerikanischer Folk-, Spiritual- und Bluesgitarrist und -sänger
- Joyce C. White (* 1952), US-amerikanische Archäologin und Paläobotanikerin
- Judith Anne White (* 1956), neuseeländische Vielseitigkeitsreiterin, siehe Tinks Pottinger
- Jules White (Geburtsname Julius Weiss; 1900–1985), US-amerikanischer Filmproduzent, Regisseur, Drehbuchautor und Schauspieler
- Julian White (* 1973), englischer Rugby-Union-Spieler
- Julie White (Leichtathletin) (* 1960), kanadische Hochspringerin und Mehrkämpferin
- Julie White (* 1961), US-amerikanische Schauspielerin
- Julie Anne White (* 1962), kanadische Triathletin

### K
- Karen Malina White (* 1965), US-amerikanische Schauspielerin
- Karyn White (* 1965), US-amerikanische R&B-Sängerin
- Katharine S. White (1892–1977), US-amerikanische Autorin, Fiction Editor (The New Yorker)
- Kayla White (* 1996), US-amerikanische Sprinterin
- Keean White (* 1983), kanadischer Springreiter
- Kelli White (* 1977), US-amerikanische Sprinterin
- Kenneth White (1936–2023), schottischer Schriftsteller
- Kenneth Steele White (1922–1996), US-amerikanischer Romanist, Literaturwissenschaftler und Dichter
- Kevin White (Politiker) (1929–2012), US-amerikanischer Politiker, Bürgermeister von Boston
- Kevin White (Footballspieler, 1933) (* 1933), australischer Australian-Football-Spieler
- Kevin White (Footballspieler, 1992) (* 1992), US-amerikanischer American-Football-Spieler
- Kitty White (1923–2009), US-amerikanische Jazzsängerin

### L
- Lari White (1965–2018), US-amerikanische Countrymusikerin
- Laura White (* 1987), britische Popsängerin
- Lavelle White (* 1929), afroamerikanische Blues- und Soul-Sängerin und Songwriterin
- Lawrence White, bürgerlicher Name von 40 Glocc (* 1979), US-amerikanischer Rapper
- Lawrence H. White (* 1954), US-amerikanischer Ökonom und Hochschullehrer
- Lawrence Kermit White (1912–2006), US-amerikanischer Offizier
- Lee White (Schauspieler) (1888–1949), US-amerikanischer Schauspieler
- Lee White (Footballspieler) (* 1946), US-amerikanischer Footballspieler
- Lee White (Segler) (* 1957), bermudischer Segler
- Lee White (Politiker) (* 1965), britisch-gabunischer Politiker und Zoologe
- Lee C. White (1923–2013), US-amerikanischer Jurist
- Lenny White (* 1949), US-amerikanischer Jazzrock-Schlagzeuger
- Leo White (Schauspieler) (1882–1948), deutsch-US-amerikanischer Schauspieler
- Leo White (Geistlicher) (1929–2018), maltesischer Geistlicher, Apostolischer Präfekt von Garissa in Kenia
- Leon White (1955–2018), US-amerikanischer Wrestler
- Leonard White (Politiker) (1767–1849), US-amerikanischer Politiker
- Leonard White (Schauspieler) (1916–2016), britischer Fernsehproduzent und Schauspieler
- Leonard D. White (1891–1958), US-amerikanischer Politikwissenschaftler
- Leslie White (1900–1975), US-amerikanischer Anthropologe
- Lewis White (Tennisspieler) (1904–1981), US-amerikanischer Tennisspieler
- Lewis White (Fußballspieler, 1927) (1927–1982), englischer Fußballspieler
- Lewis White (Fußballspieler, 1999) (* 1999), englischer Fußballspieler
- Lewis White (Schwimmer) (* 2000), britischer Schwimmer
- Lionel White (1905–1985), US-amerikanischer Schriftsteller
- Liz White (* 1979), britische Schauspielerin
- Lois White (1903–1984), neuseeländische Malerin und Kunstlehrerin
- Loray White (* 1934), amerikanische Schauspielerin
- Luke White, 2. Baron Annaly (1829–1888)
- Luke White, 3. Baron Annaly (1857–1922)
- Luke White, 4. Baron Annaly (1885–1970)
- Luke White, 5. Baron Annaly (1927–1990)
- Luke White, 6. Baron Annaly (* 1954)
- Lynn Townsend White (1907–1987), US-amerikanischer Mediävist und Wissenschaftshistoriker

### M
- Marco Pierre White (* 1961), britischer Fernsehkoch und Autor
- Margaret Bourke-White (1904–1971), US-amerikanische Fotoreporterin
- Margaret Justin Blanco White (1911–2001), schottische Architektin
- Margaret Matilda White (1868–1910), neuseeländische Fotografin und Krankenschwester
- Marilyn White (* 1944), US-amerikanische Leichtathletin
- Marion Ballantyne White (1871–1958), US-amerikanische Mathematikerin und Hochschullehrerin
- Mark White (Journalist) (1925–2013), US-amerikanischer Rundfunkjournalist
- Mark White (Politiker, 1940) (1940–2017), US-amerikanischer Politiker (Texas)
- Mark White (Politiker, 1950) (* 1950), US-amerikanischer Politiker (Tennessee)
- Mark White (Musiker) (* 1961), britischer Musiker und Produzent
- Mary White, Geburtsname von Mary Rowlandson (1637–1711), englische Siedlerin und Schriftstellerin
- Mary Alexandra White, irische Politikerin (Green Party)
- Mary Jo White (* 1947), US-amerikanische Rechtswissenschaftlerin
- Mary M. White (* 1944), irische Politikerin (Fianna Fáil)
- Matt White (Triathlet) (* 1977), australischer Triathlet
- Matt White (Radsportler, 1983) (* 1983), US-amerikanischer Cyclocrossfahrer
- Matt White (Eishockeyspieler) (* 1989), US-amerikanischer Eishockeyspieler
- Matthew White (* 1974), australischer Radrennfahrer
- Matthew E. White (* 1982), US-amerikanischer Musiker und Musikproduzent
- Maurice White (1941–2016), US-amerikanischer Musiker
- Meg White (* 1974), US-amerikanische Schlagzeugerin
- Mel White (* 1940), US-amerikanischer Autor und Pfarrer
- Merrill G. White (1901–1959), US-amerikanischer Filmeditor
- Michael White (Violinist) (1933–2016), amerikanischer Jazzviolinist
- Michael White (Produzent) (1936–2016), britischer Theater- und Filmproduzent
- Michael White (Journalist) (* 1945), britischer Journalist
- Michael White (Psychotherapeut) (1948–2008), australischer Psychotherapeut
- Michael White (Klarinettist) (* 1954), amerikanischer Jazzklarinettist
- Michael White (Bobfahrer) (* 1964), jamaikanischer Bobfahrer
- Michael White (Trompeter), kanadischer Trompeter
- Michael White (Fußballspieler, 1987) (* 1987), neuseeländischer Fußballspieler
- Michael White (Fußballspieler, 1989) (* 1989), schottischer Fußballspieler
- Michael White (Snookerspieler) (* 1991), walisischer Snookerspieler
- Michael D. White (1827–1917), US-amerikanischer Politiker
- Michael Jai White (* 1967), US-amerikanischer Schauspieler und Stuntkoordinator
- Michael R. White (* 1951), 55. Bürgermeister der Stadt Cleveland
- Michael Tracey White (1967–2006), britischer Schlagzeuger, Gitarrist, Bassist und Keyboarder
- Miguel White (1909–1942), philippinischer Leichtathlet
- Mike White (* 1970), US-amerikanischer Schauspieler
- Mike White (Footballspieler) (* 1995), US-amerikanischer American-Football-Spieler
- Miles White (1914–2000), US-amerikanischer Kostümbildner
- Miles D. White (* 1955), US-amerikanischer Manager
- Milo White (1830–1913), US-amerikanischer Politiker
- Minor White (Fotograf) (1908–1976), US-amerikanischer Fotograf
- Minor White (Astronom), US-amerikanischer Astronom
- Morgan Gibbs-White (* 2000), englischer Fußballspieler
- Morton White (1917–2016), US-amerikanischer Philosoph und Philosophiehistoriker

### N
- Nathan White (* 1981), irischer Rugby-Union-Spieler
- Neil White (William Neil White; 1920–1967), britischer Hockeyspieler
- Nera White (1935–2016), US-amerikanische Basketballspielerin
- Newton H. White (1860–1931), US-amerikanischer Politiker
- Nic White (* 1990), australischer Rugby-Union-Spieler
- Nicholas White (Mediziner) (* 1951), britischer Mediziner
- Nicholas White (Radsportler) (* 1974), südafrikanischer Radsportler
- Nicholas White (Radsportler, 1997) (* 1997), australischer Radrennfahrer
- Nicholas P. White (* 1942), US-amerikanischer Philosophiehistoriker
- Nicola White (* 1988), britische Hockeyspielerin

### O
- Okaro White (* 1992), US-amerikanischer Basketballspieler
- Onna White (1922–2005), kanadische Choreografin
- Osmar White (1909–1991), australischer Journalist und Schriftsteller
- Owen White, britischer Neuzeithistoriker, Autor und Hochschullehrer

### P
- Pae White (* 1963), US-amerikanische Bildhauerin
- Pamela White (Bogenschützin) (Pam White), britische Bogenschützin
- Pamela White (Diplomatin) (Pamela Ann White; * 1948), US-amerikanische Diplomatin
- Pamela Cooper-White (* 1955), US-amerikanische Psychologin, Theologin und Hochschullehrerin
- Patrick White (1912–1990), australischer Schriftsteller
- Paul White (Dirigent) (1895–1973), US-amerikanischer Komponist, Geiger, Dirigent und Musikpädagoge
- Paul White (Journalist) (1902–1955), US-amerikanischer Journalist
- Paul White (Schauspieler) (1925–1978), US-amerikanischer Schauspieler
- Paul White, Baron Hanningfield (1940–2024), britischer Politiker (Conservative Party)
- Paul White (Produzent), US-amerikanischer Filmproduzent
- Paul White (Rallyebeifahrer) (* 1948), britischer Rallyebeifahrer
- Paul White (Philologe) (* 1978), britischer neulateinischer Philologe
- Paul White (Rugbyspieler) (* 1982), jamaikanischer Rugby-League-Spieler
- Paul Dudley White (1886–1973), US-amerikanischer Kardiologe
- Paul E. White (1950–2025), britischer Geograph
- Paul Hamilton Hume White (1910–1992), australischer Missionar, Hörfunkmoderator und Autor
- Paula White (* 1966), amerikanische Unternehmerin, Motivationstrainerin, Predigerin und Autorin
- Pearl White (1889–1938), US-amerikanische Schauspielerin
- Percy Hynes White (* 2001), kanadischer Schauspieler
- Persia White (* 1972), US-amerikanische Schauspielerin und Musikerin
- Peter White (Politiker, 1838) (1838–1906), kanadischer Politiker
- Peter White (Politiker, 1936) (1936–2005), australischer Politiker
- Peter White (Schauspieler) (1937–2023), US-amerikanischer Schauspieler
- Peter White (Musiker) (* 1954), britischer Jazz-Gitarrist
- Peter White (Eishockeyspieler) (* 1969), kanadischer Eishockeyspieler
- Peter White (Fußballspieler) (* 1986), irischer Fußballspieler
- Philip Bruce White (1891–1949), britischer Bakteriologe
- Phillips White (1729–1811), US-amerikanischer Politiker
- Phineas White (1770–1847), US-amerikanischer Politiker
- Princess White (1881–1976), US-amerikanische Bluessängerin
- Priscilla White (1900–1989), US-amerikanische Diabetologin

### R
- R. Christopher White, Filmtechniker
- Ralph White (Rennfahrer), Rennfahrer
- Ralph B. White (1941–2008), US-amerikanischer Filmregisseur, Kameramann und Produzent
- Ralph K. White (1907–2007), US-amerikanischer Sozialpsychologe
- Randy White (Randall Lee White; * 1953), US-amerikanischer American-Football-Spieler
- Ray White (Fußballspieler) (1918–1988), englischer Fußballspieler
- Ray White (Boxer) (* 1938), US-amerikanischer Boxer
- Ray White (Gitarrist), US-amerikanischer Gitarrist und Sänger
- Raymond L. White (1943–2018), amerikanischer Genetiker
- Raymond M. White (1909–1972), englischer Badmintonspieler
- Redford White (1955–2010), philippinischer Schauspieler
- Reg White (Reginald James White; 1935–2010), britischer Bootsbauer und Segelsportler
- Reggie White (Reginald Howard White; 1961–2004), US-amerikanischer American-Football-Spieler (Defensive End, Philadelphia Eagles)
- Reggie White (Footballspieler, 1970) (Reginald Eugene White; * 1970), US-amerikanischer American-Football-Spieler (Defensive Tackle, San Diego Chargers)
- Reggie White (Footballspieler, 1979) (Reginald Andre White; * 1979), US-amerikanischer American-Football-Spieler und Canadian-Football-Spieler (Runningback, Jacksonville Jaguars)
- Renauld White (1944–2024), US-amerikanischer Schauspieler und Model
- Rex White (1929–2025), US-amerikanischer Automobilrennfahrer
- Rhyan White (* 2000), US-amerikanische Schwimmerin
- Richard White (um 1537–1584), walisischer Märtyrer und Dichter, siehe Richard Gwyn
- Richard White (Rugbyspieler) (1925–2012), neuseeländischer Rugbyspieler
- Richard White (Cricketspieler) (* 1934), englischer Cricketspieler
- Richard White (Historiker) (* 1947), US-amerikanischer Historiker
- Richard White (Komponist) (* 1947), US-amerikanischer Komponist
- Richard White (Schauspieler) (* 1953), US-amerikanischer Schauspieler
- Richard Crawford White (1923–1998), US-amerikanischer Politiker
- Richard G. White, britischer Epidemiologe
- Richard Goldsmith White (1906–1993), britischer Geheimdienstdirektor
- Richard Grant White (1822–1885), US-amerikanischer Kritiker und Herausgeber
- Rick White (* 1953), US-amerikanischer Politiker
- Rob White (* 1965), britischer Rennsportmanager
- Robin White (* 1963), US-amerikanische Tennisspielerin
- Robert White (Komponist) (um 1538–1574), englischer Komponist
- Robert White (Grafiker) (1645–1703), englischer Porträtist
- Robert White (Bischof) († 1761), schottischer Geistlicher, Bischof von Dunblane
- Robert White (Politiker) (1833–??), US-amerikanischer Politiker
- Robert White (Bildhauer) (1921–2002), US-amerikanischer Bildhauer
- Robert White (Drehbuchautor) (1924–2011), US-amerikanischer Drehbuchautor
- Robert White (Diplomat) (1926–2015), US-amerikanischer Diplomat
- Robert White (Comicautor) (1928–2005), US-amerikanischer Comicautor und -zeichner
- Robert White (Gitarrist) (1936–1994), US-amerikanischer Gitarrist
- Robert White (Segler) (* 1956), britischer Segelsportler
- Robert White (* 1965), britischer  Ingenieur und Rennsportmanager, siehe Rob White
- Robert White (Badminton) (* 2004), südafrikanischer Badmintonspieler
- Robert E. White (* 1926), US-amerikanischer Schlagzeuger, siehe Bobby White
- Robert Excell White (1938–1999), US-amerikanischer Mörder
- Robert Howard White (1914–2006), neuseeländischer Politiker
- Robert J. White (1926–2010), US-amerikanischer Chirurg
- Robert M. White (1923–2015), US-amerikanischer Meteorologe
- Robert Meadows White (1798–1865), britischer Priester und Hochschullehrer
- Robert Michael White (1924–2010), US-amerikanischer Pilot
- Robert P. White (* 1963), US-amerikanischer Generalleutnant im Ruhestand
- Robert Smeaton White (1856–1944), kanadischer Journalist
- Robert W. White (Golfspieler) (1876–1959), britisch-amerikanischer Golfspieler
- Robert W. White (Psychologe) (Robert Winthrop White; 1904–2001), US-amerikanischer Psychologe
- Rod White (Rodney E. White; * 1977), US-amerikanischer Bogenschütze
- Roddy White (* 1981), US-amerikanischer American-Football-Spieler
- Rodney White (Basketballspieler) (Rodney Charles White; * 1980), US-amerikanischer Basketballspieler
- Roger John White (1941–2012), US-amerikanischer Geistlicher, Bischof von Milwaukee
- Roger White-Parsons (* 1960), neuseeländischer Ruderer
- Rollin White (1817–1892), US-amerikanischer Büchsenmacher
- Rosie White (* 1993), neuseeländische Fußballspielerin
- Ross White (Filmschaffender), irischer Schauspieler und Filmschaffender
- Ross White (Rugbyspieler) (* 1990), britischer Rugby-League-Spieler
- Royce White (* 1991), US-amerikanischer Basketballspieler
- Ruth White (Schauspielerin) (1914–1969), US-amerikanische Schauspielerin
- Ruth White (Komponistin) (1925–2013), US-amerikanische Komponistin
- Ruth White (Schriftstellerin) (1942–2017), US-amerikanische Schriftstellerin
- Ruth White (Fechterin) (* 1951), US-amerikanische Fechterin
- Ryan White (Aktivist) (1971–1990), US-amerikanischer Aktivist gegen AIDS
- Ryan White (Eishockeyspieler) (* 1988), kanadischer Eishockeyspieler

### S
- S. Harrison White (1864–1945), US-amerikanischer Politiker
- Sabrina White (* 1972), deutsche Schauspielerin
- Sadie White (* 1996), kanadische Skilangläuferin
- Sam White (1906–2006), US-amerikanischer Regisseur
- Samuel White (Politiker) (1770–1809), US-amerikanischer Politiker
- Samuel Stockton White (1822–1879), US-amerikanischer Unternehmer, Erfinder und Zahnarzt
- Sandra White (Politikerin) (* 1951), schottische Politikerin
- Sandra White (Schauspielerin) (1962–1989), deutsche Schauspielerin
- Saxon White (* 1934), australischer Rugby-Union-Spieler
- Scott White (Politiker, 1856) (1856–1935), US-amerikanischer Politiker
- Scott White (Musiker), kanadischer Jazzmusiker
- Scott White (Produzent), US-amerikanischer Filmproduzent und Regisseur
- Scott White (Eishockeyspieler) (* 1968), kanadischer Eishockeyspieler und -funktionär
- Scott White (Politiker, 1970) (1970–2011), US-amerikanischer Politiker
- Scott R. White (1963–2018), US-amerikanischer Materialwissenschaftler
- Sean White (* 1988), kanadischer Rugby-Union-Spieler
- Shaun White (* 1986), US-amerikanischer Snowboardfahrer
- Sheila White (1948–2018), britische Schauspielerin
- Simon White (* 1951), britischer Astrophysiker
- Snowy White (eigentlich Terence White; * 1948), britischer Bluesgitarrist
- Sonny White (1917–1971), US-amerikanischer Jazz-Pianist
- Stanford White (1853–1906), US-amerikanischer Architekt
- Stanley White (1913–1978), englischer Journalist und Schriftsteller
- Stuart White (Dartspieler) (* 1985), englischer Dartspieler
- Stuart White (Rennfahrer) (* 2001), südafrikanischer Automobilrennfahrer
- Stephen White (Autor) (1574–nach 1645), irischer Schriftsteller, Theologe und Historiker
- Stephen White (Fußballspieler) (1928–2009), irischer Fußballspieler
- Stephen White (Footballspieler) (Stephen Gregory White; 1973–2022), US-amerikanischer American-Football-Spieler und Journalist
- Stephen A. White, US-amerikanischer Klassischer Philologe und Philosophiehistoriker
- Stephen D. White (* 1945), US-amerikanischer Historiker
- Stephen M. White (1853–1901), US-amerikanischer Politiker
- Stephen V. White (1831–1913), US-amerikanischer Politiker
- Steve White (Saxofonist) (1925–2005), US-amerikanischer Jazz-Saxofonist
- Steve White (Autor) (* 1948), US-amerikanischer Science-Fiction-Autor
- Steve White (Fußballspieler) (Stephen White; * 1959), englischer Fußballspieler und Fußballmanager
- Steve White (Schauspieler) (* 1961), US-amerikanischer Schauspieler
- Steve White (Schlagzeuger) (* 1965), britischer Schlagzeuger, Mitglied von The Style Council
- Steve White (Segler) (* 1972), britischer Segler
- Steve White (Gitarrist), Gitarrist, Mitglied von KMFDM
- Steve White (Filmproduzent), Filmproduzent und Regisseur
- Steven A. White (Steven Angelo White; 1928–2021), US-amerikanischer Admiral
- Steven R. White (* 1959), US-amerikanischer Physiker
- Sumner White (1929–1988), US-amerikanischer Segler
- Susanna White (* 1960), britische Filmregisseurin
- Sylvain White (* 1975), französischer Filmregisseur

### T
- T. H. White (1906–1964), britischer Schriftsteller
- Tam White (1942–2010), schottischer Musiker und Schauspieler
- Tan White (* 1982), US-amerikanische Basketballspielerin
- Tanya White (* 1972), australische Taekwondoin
- Tarnee White (* 1981), australische Schwimmerin
- Tarra White (* 1987), tschechische Pornodarstellerin
- Ted White (Cricketspieler) (1913–1999), australischer Cricketspieler
- Ted White (Stuntman) (1926–2022), US-amerikanischer Stuntman und Schauspieler
- Ted White (Schriftsteller) (eigentlich Theodore Edwin White; * 1938), US-amerikanischer Science-Fiction-Autor und -Herausgeber
- Ted White (Politiker) (* 1949), kanadischer Politiker
- Terence Hanbury White (1906–1964), britischer Schriftsteller, siehe T. H. White
- Terrico White (* 1990), US-amerikanischer Basketballspieler
- Terry White (* 1955), US-amerikanischer Kanute
- Thelma White (1910–2005), US-amerikanische Schauspielerin
- Theodore C. White, US-amerikanischer Zellbiologe
- Theodore E. White (1905–1977), US-amerikanischer Paläontologe und Zooarchäologe
- Theodore Greely White (1872–1901), US-amerikanischer Botaniker
- Theodore H. White (1915–1986), US-amerikanischer Historiker und Journalist
- Thomas White (Händler) (1492–1567), englischer Textilhändler, Politiker und Universitätsgründer
- Thomas White (Theologe) (1593–1676), englischer Theologe und Philosoph
- Thomas White (Eisschnellläufer) (1915–1993), kanadischer Eisschnellläufer
- Thomas White (Leichtathlet) (1917–1985), britischer Mittelstreckenläufer
- Thomas White (Musiker) (* 1984), britischer Musiker
- Thomas A. White (1931–2017), irischer Geistlicher, Erzbischof und Diplomat des Heiligen Stuhls
- Thomas D. White (1901–1965), US-amerikanischer Luftwaffenoffizier
- Thomas E. White (1943–2024), US-amerikanischer Politiker, Manager und Heeresoffizier
- Thomas Joseph White (* 1971), US-amerikanischer Ordenspriester, Theologe und Rektor
- Tim White (Journalist) (* 1950), US-amerikanischer Journalist
- Tim White (* 1950), US-amerikanischer Paläoanthropologe
- Tim White (Illustrator) (1952–2020), britischer Illustrator
- Tim White (Ringrichter) (1954–2022), US-amerikanischer Ringrichter
- Tim White (Filmproduzent) (* 1983), US-amerikanischer Filmproduzent
- Tim White (Footballspieler) (* 1994), US-amerikanischer Footballspieler
- Tim White-Sobieski (* 1961), polnischer Video- und Installationskünstler
- Timothy White (Vizeadmiral), US-amerikanischer Vizeadmiral
- Timothy White (Journalist) (1952–2002), US-amerikanischer Musikjournalist
- Timothy White (1974–2010), US-amerikanisches Entführungsopfer, siehe Entführung von Steven Stayner
- Timothy White (Filmproduzent), Filmproduzent
- Todd White (* 1975), kanadischer Eishockeyspieler
- Tom White (Rugbyspieler) (Thomas White), englischer Rugby-League-Spieler
- Tom White (Fußballspieler, 1896) (V. Thomas Wilson White; 1896–1960), englischer Fußballspieler
- Tom White (Fußballspieler, 1939) (Thomas White; * 1939), schottischer Fußballspieler und -trainer
- Tom White (Schiedsrichter), US-amerikanischer American-Football-Schiedsrichter und -Funktionär
- Tom White (Ruderer), US-amerikanischer Ruderer
- Tom White (Fußballspieler, 1976) (* 1976), englischer Fußballspieler
- Tom White (Radsportler), britischer Radsportler
- Tommy White (Fußballspieler, 1881) (Thomas Henry White; 1881–??), englischer Fußballspieler
- Tommy White (Fußballspieler, 1908) (Thomas Angus White; 1908–1967), englischer Fußballspieler
- Tony White (Eishockeyspieler) (Anthony Raymond White; * 1954), kanadischer Eishockeyspieler
- Tony White (Basketballspieler) (Tony F. White; * 1965), US-amerikanischer Basketballspieler
- Tony Joe White (1943–2018), US-amerikanischer Musiker
- Tre’Davious White (* 1995), US-amerikanischer American-Football-Spieler
- Trevor White (Schauspieler) (* 1970), kanadischer Schauspieler
- Trevor White (Skirennläufer) (* 1984), kanadischer Skirennläufer
- Trevor White (Filmproduzent) (* 1985), US-amerikanischer Filmproduzent und Filmregisseur
- Trish White (* 1964), australische Politikerin

### V
- Van White (* 1984), US-amerikanischer Schauspieler und Stuntman
- Vanna White (* 1957), US-amerikanische Moderatorin
- Verdine White (* 1951), US-amerikanischer Musiker
- Victor White (* 1997), schwedisch-barbadischer Freestyle-Skier

### W
- Wallace H. White (1877–1952), US-amerikanischer Politiker
- Walter White (1951–2019), US-amerikanischer American-Football-Spieler
- Walter Francis White (1893–1955), US-amerikanischer Bürgerrechtler
- Welker White (* 1964), US-amerikanische Theater- und Filmschauspielerin
- Wendy White (* 1960), US-amerikanische Tennisspielerin, siehe Wendy Prausa
- Wilbur M. White (1890–1973), US-amerikanischer Politiker
- Wilfred White (Eishockeyspieler) (1900–1948), kanadischer Eishockeyspieler
- Wilfred White (Reiter) (1904–1995), britischer Reiter
- Wilfrid Hyde-White (1903–1991), britischer Schauspieler
- Will White (1854–1911), US-amerikanischer Baseballspieler
- Willard White (* 1946), britischer Opernsänger (Bassbariton)
- William White (Bischof) (1748–1836), US-amerikanischer Geistlicher, Bischof von Philadelphia
- William White (Fußballspieler), schottischer Fußballspieler
- William White (Unternehmer) (1897–1967), US-amerikanischer Eisenbahnmanager
- William White (Ökonom) (* 1943), kanadischer Ökonom
- William White (Footballspieler) (1966–2022), US-amerikanischer American-Football-Spieler
- William White (Sänger) (* 1972), Schweizer Sänger
- William Allen White (1868–1944), US-amerikanischer Journalist, Politiker und Schriftsteller
- William Arthur White (1824–1891), britischer Diplomat
- William Charles White (Bischof, 1865) (1865–1943), kanadischer Geistlicher, Bischof von Neufundland
- William Charles White (Bischof, 1873) (1873–1960), kanadischer Geistlicher und Missionar, Bischof von Honan
- William Henry White (1845–1913), britischer Ingenieur
- William J. White (1850–1923), US-amerikanischer Politiker
- William Lindsay White (1900–1973), US-amerikanischer Journalist, Verleger und Schriftsteller
- William Neil White (1920–1967), britischer Hockeyspieler, siehe Neil White
- William Thomas White (1866–1955), kanadischer Politiker
- William Toby White (* 1977), australischer Ichthyologe
- Willie White, schottischer Fußballspieler
- Willye White (1939–2007), US-amerikanische Leichtathletin
- Wrath James White (* 1970), US-amerikanischer Autor und Kickboxer